# Nat Bonx
Nathan Joseph „Nat“ Bonx (* 1. Mai 1900 in Philadelphia, Pennsylvania; † 23. Oktober 1950 in Washington, D.C.) war ein US-amerikanischer Liedtexter und Songwriter.

## Leben
Bonx studierte Jura an der University of Pennsylvania und arbeitete als Rechtsanwalt in Philadelphia und Washington, D.C., zunächst in eigener Praxis, ab 1943 für die United States Securities and Exchange Commission.
Zusammen mit Komponist und Songwriter Moe Jaffe, der mit ihm zusammen Jura studierte, schrieb Bonx in den 1920er-Jahren mehrere Songs, wie Collegiate, der von The Revelers und Fred Warings Pennsylvanians (1925) aufgenommen wurde und u. a. Verwendung in dem Harold Lloyd Film Der Sportstudent (1925) und in dem Marx Brothers Film Blühender Blödsinn (1932) fand, wo ihn Chico Marx sang. Mit Jaffe schrieb er um diese Zeit außerdem I Love the College Girls (1927) und (Please Don't Bend My Ear) Hock Mir Nisht Kein Cheinik, eingespielt von Four Chicks & Chuck. Mit Moe Jaffe und Jack Fulton schrieb Nat Bonx den auf Anton Rubinsteins Romanze in Es-Dur, Op. 44, No. 1 basierenden Song If You Are But a Dream (1941), den u. a. Nelson Eddy und Frank Sinatra coverten.